# Raukaua laetevirens
Raukaua laetevirens là một loài thực vật có hoa trong Họ Cuồng cuồng. Loài này được (Gay) Frodin miêu tả khoa học đầu tiên năm 2003 publ. 2004.